# Manuel Martín Cuenca
Manuel Martín Cuenca (ur. 30 listopada 1964 w Almeríi) – hiszpański reżyser, scenarzysta i producent filmowy. Wielokrotnie nominowany do Nagrody Goya za swoje filmy Słabość bolszewika (1993), Kanibal (2013) i Autor (2017).